# Richard Kuhn

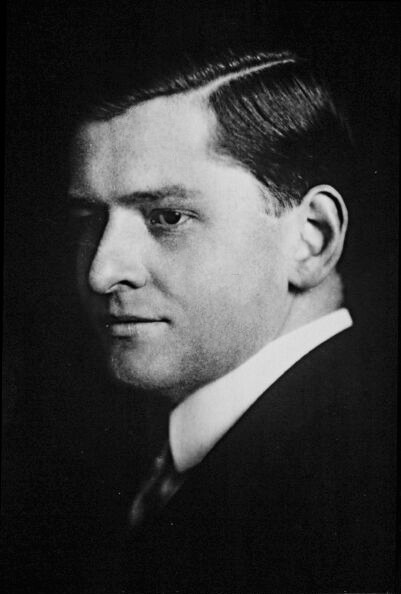
Richard Kuhn

Richard Johann Kuhn (* 3. Dezember 1900 in Wien, Österreich-Ungarn; † 31. Juli 1967 in Heidelberg) war ein deutscher Chemiker österreichischer Herkunft und Nobelpreisträger von 1938.

## Leben
Richard Kuhn wurde am 3. Dezember 1900 in Wien geboren, wo er auch die Volksschule und das Döblinger Gymnasium besuchte. Dort besuchte er 1910 bis 1918 dieselben Klassen wie der spätere Nobelpreisträger Wolfgang Pauli.
1918 begann er das Chemiestudium an der Universität Wien, wechselte aber 1919 wie sein Schulfreund Pauli an die Ludwig-Maximilians-Universität München. In dieser Zeit war Kuhn auch als Freiwilliger an der Niederschlagung der Münchner Räterepublik beteiligt.
In München wurde er 1922 mit einer Arbeit „Über Spezifität der Enzyme“ bei Richard Willstätter promoviert. 1925 habilitierte er sich hier mit einem Beitrag zum Konfigurationsproblem der Stärke. Seine Publikationen bis 1926 aus München beschreiben weitere Ergebnisse zur Enzym-Thematik. Auch veröffentlichte er 1928 nochmals mit Willstätter, der nach dem Sommersemester 1925 von allen Ämtern zurückgetreten war, letzte Ergebnisse.
Zum Wintersemester 1925/26 erhielt er eine Privatdozentstelle für Allgemeine und Analytische Chemie an der Eidgenössisch Technischen Hochschule Zürich und dort wurde er 1926 Ordinarius für Allgemeine und Analytische Chemie, seine Publikationen von 1927 bis 1930 befassten sich jedoch mit rein organischen Themen wie Stereochemie und mehrfach ungesättigten Kohlenwasserstoffen. Auch sein Schulfreund Pauli wurde an der ETH 1928 Ordinarius für theoretische Physik.
1929 wurde Kuhn wissenschaftlicher Mitarbeiter der Kaiser-Wilhelm-Gesellschaft und 1930 Leiter der Chemie-Abteilung des 1929 gegründeten Kaiser-Wilhelm-Institut für medizinische Forschung in Heidelberg. Hiermit verbunden war auch die Lehrbefugnis an der dortigen Ruprecht-Karls-Universität. Diese von Ludolf von Krehl geleitete KWI-Forschungseinrichtung „für medizinische Forschung“ vereinte die Abteilungen Physik (Karl-Wilhelm Hausser), Chemie (Richard Kuhn) und Physiologie (Otto Meyerhof) mit der Pathologie (von Krehl).
Kuhn gelang „die erste künstliche Darstellung eines Ferments aus dem in der Milch vorkommenden, von ihm synthetisch dargestellten Vitamin Lactoflavin“ (Vitamin B2).
Nach von Krehls Tod wurde er 1937 Direktor des gesamten KWImF in Heidelberg. Verbunden mit dieser Ernennung nahm er auch eine Professur für Biochemie an der Universität Heidelberg und 1938 eine Gastprofessur für physiologische Chemie  an der University of Pennsylvania in Philadelphia an.
Kuhn befasste sich vor allem mit Pflanzenpigmenten und Vitaminen und fand dabei viele Ergebnisse unabhängig von und parallel zu Paul Karrer (zum Beispiel zur Struktur von Vitamin A und Vitamin B2), der für seine diesbezüglichen Forschungen 1937 den Nobelpreis erhalten hatte. So isolierte er 1939 das Vitamin B6 und legte dessen Konstitution fest. Er nutzte mit seinen Mitarbeitern Edgar Lederer und Alfred Winterstein zur Isolierung dieser empfindlichen Substanzen chromatographische Methoden, die von Michael Tswett entwickelt und von Richard Willstätter bereits erheblich verbessert worden waren.
1938 kristallisierte er das Vitamin B6. Kuhn erhielt 1938 den Nobelpreis für Chemie „für seine Arbeiten über Carotinoide und Vitamine“, den er aber aufgrund eines Erlasses der nationalsozialistischen Machthaber erst 1948 entgegennehmen konnte.

## Richard Kuhn im Dritten Reich
In der Zeit des Nationalsozialismus war er Mitglied des NS-Lehrerbunds, aber kein Mitglied der NSDAP. 1933 entließ Kuhn seine jüdischen Mitarbeiter, 1936 denunzierte er seinen „nichtarischen“ Kollegen Otto Fritz Meyerhof, noch drei jüdische Mitarbeiter am KWI zu beschäftigen, die noch nicht der Säuberungswelle der Nationalsozialisten zum Opfer gefallen waren.
1938 wurde er zum „Führer“ der Deutschen Chemischen Gesellschaft ernannt. Während des Zweiten Weltkriegs wurde er 1940 Fachspartenleiter für organische Chemie innerhalb der Deutschen Forschungsgemeinschaft. Zum 75-jährigen Jubiläum der Deutschen Chemischen Gesellschaft hielt er am 5. Dezember 1942 eine Festrede, die mit folgenden Worten schloss:

„„... Wir gedenken der Männer, in deren Hand das gemeinsame Schicksal liegt. Dem Duce, dem Tenno und unserem Führer ein dreifaches Sieg Heil!“.“

Spätestens seit 1941, als er am Kaiser-Wilhelm-Institut für medizinische Forschungen in Heidelberg die Kampfstoffabteilung gegründet hatte, war er an der Nervengasforschung beteiligt. Er forschte dort zu den Nervengasen Tabun und Sarin und synthetisierte zusammen mit Konrad Henkel und Günter Quadbeck den Chemischen Kampfstoff Soman (Acetylcholinesterasehemmer). Er war über die Menschenversuche der Nationalsozialisten informiert und schrieb am 10. Dezember 1943 in einer Stellungnahme zu einem angeblichen Tuberkulose-Heilmittel: „Es sind auch schon Versuche am Menschen in einer Lungenheilanstalt bei Darmstadt in Angriff genommen worden“. Am 27. Januar 1944 war er einer der Teilnehmer an der Mycel-Tagung im Rüstungsministerium, wo über die Versuche berichtet wurde, KZ-Häftlinge mit diesem Zelluloseabfallprodukt zu ernähren. Im selben Jahr wurde er wissenschaftlicher Beirat Karl Brandts, des Generalkommissars für das Sanitäts- und Gesundheitswesen.

## Nachkriegszeit
Nach dem Ende des Zweiten Weltkriegs lehrte er zunächst in den Vereinigten Staaten. 1953 kehrte er als Österreicher nach Deutschland zurück. Kuhn, der schon von 1937 bis 1945 Direktor am Kaiser-Wilhelm-Institut für medizinische Forschung gewesen war, wurde nach dem Übergang der Kaiser-Wilhelm-Gesellschaft in die Max-Planck-Gesellschaft erneut Direktor am Max-Planck-Institut für medizinische Forschung. Er war Ehrenmitglied der österreichischen Akademie der Wissenschaften und Träger zahlreicher internationaler Preise. 1958 wurde ihm der Paul-Ehrlich-und-Ludwig-Darmstaedter-Preis sowie der Pour le mérite für Wissenschaft und Künste verliehen.
Kuhn war Namensgeber für die 1968 von der BASF gestiftete Richard-Kuhn-Medaille, die etwa alle zwei Jahre von der Gesellschaft Deutscher Chemiker, deren Präsident er 1964/65 war, für Leistungen auf dem Gebiet der Biochemie verliehen wurde.
Im Jahr 2005 beschloss der Vorstand der Gesellschaft, diese Medaille nicht mehr zu verleihen, da sein Verhalten in der Giftgas-Forschung und gegenüber seinen jüdischen Kollegen in der Zeit des Nationalsozialismus Kuhn als Vorbild disqualifiziere.

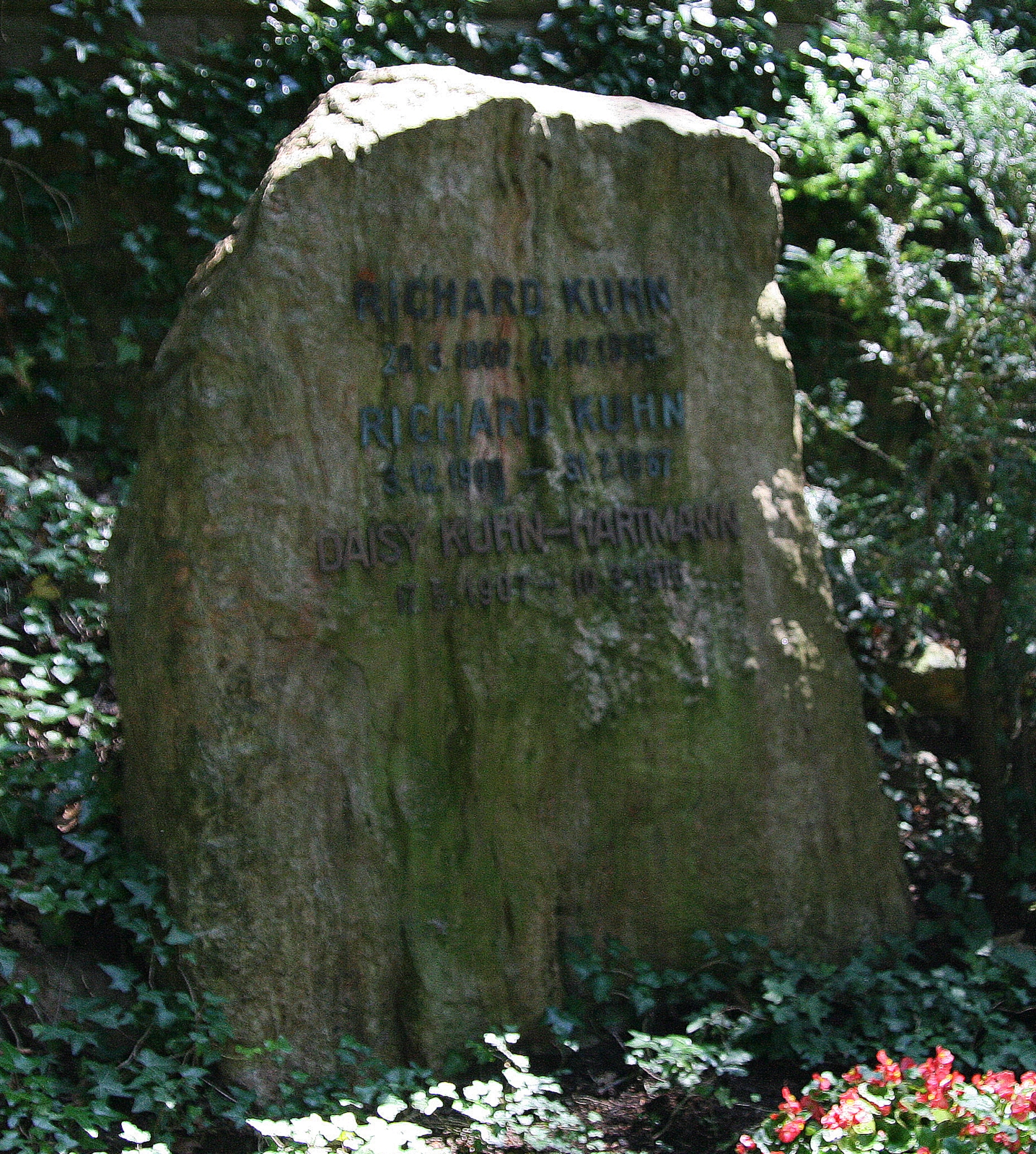
Grabmal der Familie Richard Kuhn, ein rotbrauner Quarzfels in Findlingsform, in der Waldabteilung B des Heidelberger Bergfriedhofs

Im Jahr 1973 wurde in Wien-Penzing (14. Bezirk) der Richard-Kuhn-Weg nach ihm benannt. Im Dezember 2018 beschloss der Kulturausschuss der Stadt Wien die Umbenennung des Richard-Kuhn-Wegs in Stadt-des-Kindes-Weg. Auch in seiner Wahlheimat Heidelberg wurde im Stadtteil Wieblingen die Richard-Kuhn-Straße zum August 2025 aufgrund Kuhns Rolle im Dritten Reich in Am Lerchenbuckel umbenannt.

## Sonstiges
Kuhn heiratete 1928 Daisy Hartmann (1907–1976), mit der er zwei Söhne und vier Töchter hatte. Einer seiner Söhne war der Maschinenbauingenieur Peter Kuhn.

## Auszeichnungen und Mitgliedschaften (Auswahl)
- 1936: Mitglied der Leopoldina[20]
- 1937: Cothenius-Medaille der Leopoldina
- 1937: Korrespondierendes Mitglied der Göttinger Akademie der Wissenschaften[21]
- 1938: Korrespondierendes Mitglied der Bayerischen Akademie der Wissenschaften
- 1938: Nobelpreis für Chemie
- 1952: Wilhelm-Exner-Medaille
- 1960: Ehrendoktor der Universität Wien
- 1961: Österreichisches Ehrenzeichen für Wissenschaft und Kunst
- 2009: Namensgeber für den Mondkrater Kuhn[22]

## Veröffentlichungen (Auswahl)
- Physikalische Chemie und Kinetik. Thieme, Leipzig 1924.
- Die Chemie der Gegenwart und die Biologie der Zukunft. Rascher, Zürich 1928.
- Gemeinsam mit Friedrich Bär zu Chinophthalone in Liebigs Ann. Chem. 516, 155, 1935
- Biologie. Hermann, Paris 1938.
- Biochemistry. Wiesbaden 1947.
- Biochemie. Dieterich & Chemie, Wiesbaden, Weinheim an der Bergstraße 1947–53.
- Biochemie der Rezeptoren und Resistenzfaktoren. Springer, Berlin 1959.
- Über Kumulene, X cis-trans-Isomerie bei Dinitro-Tetraphinyl-Kumulenen. Chemie, Weinheim an der Bergstraße 1959.
- Ludolf von Krehl und das Kaiser-Wilhelm-Institut für Medizinische Forschung. Lehmann, München 1961.
- Der Arzneischatz der Gegenwart und die pharmazeutische Chemie der Zukunft. Düsseldorf 1965.